# La fortuna de Sílvia
La fortuna de Sílvia és una comèdia dramàtica en tres actes, l'últim dividit en dos quadres, original de Josep Maria de Sagarra, estrenada la vetlla del 5 d'abril de 1947, al teatre Romea de Barcelona.
L'obra té lloc en una gran ciutat europea, els anys 1935, 1940 i 1945, i presenta una protagonista que s'enfronta al destí i les humiliacions amb què es veu castigada per la pobresa en el context de la Segona Guerra Mundial.
Al desembre de 2016, i després d'una de les representacions de l'obra, el fill de Josep Maria de Sagarra, el crític Joan de Sagarra, va confessar que l'obra l'havia escrit en realitat la dona del que fins llavors es creia que era l'autor: Mercè Devesa.

## Repartiment de l'estrena
- Sílvia, vídua de 45 anys al primer acte: Esperança Ortiz.
- Emília, germana de Sílvia, 50 anys al primer acte: Enriqueta Torres.
- Diana, filla de Sílvia, 18 anys al primer acte: Paquita Ferràndiz.
- David: Josep Bruguera.
- Abel, fill de Sílvia, 24 anys al primera acte: Pere Gil.
- Una cambrera, 20 anys al primer acte: Cèlia Foster